# Відносини Колумбія — Європейський Союз
Відносини Колумбії та Європейського Союзу — це дипломатичні та комерційні відносини між Республікою Колумбія та Європейським Союзом. Колумбія має угоду про вільну торгівлю та вільну мобільність з ЄС. Колумбія має посольство в Брюсселі, яке відповідає за управління відносинами з Європейським Союзом, а останній, у свою чергу, має представництво через Представництво Європейського Союзу в Колумбії в Боготі.

## Історія
Відносини Колумбії з Європою почалися під час завоювання, що призвело до створення віце-королівства Нова Гранада. Після проголошення незалежності Колумбія країна підтримувала дуже міцні зв'язки з Європою. Колумбія та Європейський Союз об’єднують широкий і дуже плюральний двосторонній порядок денний, у якому найвпливовішими питаннями є енергетика, конкурентоспроможність, видобуток корисних копалин, освіта, інновації, наука і технології, біорізноманіття, зміна клімату, інфраструктура, а також розширення торгівлі та інвестицій. Існують механізми діалогу з політичних питань; права людини; безпеки та оборони, які дозволяють постійно зміцнювати двосторонні відносини між Колумбією та ЄС за допомогою кількох зустрічей на високому рівні. Ця мережа відносин доповнюється діалогом, який існує в плані співпраці (двостороннього та регіонального) та механізмом Комітету торгових угод між Колумбією та Європейським Союзом.

## Дипломатичне представництво
Посольство Колумбії перед Королівством Бельгія також є одночасним із Великим Герцогством Люксембург і Представництвом при Європейському Союзі та Організації Північноатлантичного договору (НАТО). ''Представник:'' Посол Феліпе Гарсія Ечеверрі. У свою чергу, Європейський Союз має представництво в Колумбії через Представництво Європейського Союзу в Колумбії.
Колумбія та Європейський Союз об’єднують широкий і дуже плюральний двосторонній порядок денний, у якому найвпливовішими питаннями є енергетика, конкурентоспроможність, видобуток корисних копалин, освіта, інновації, наука і технології, біорізноманіття, зміна клімату, інфраструктура, а також розширення торгівлі та інвестицій. Існують механізми діалогу з політичних питань; права людини; безпеки та оборони, які дозволяють постійно зміцнювати двосторонні відносини між Колумбією та ЄС за допомогою кількох зустрічей на високому рівні. Ця структура відносин доповнюється діалогом, який існує з точки зору співпраці (двостороннього та регіонального) та механізмом Комітету торгових угод між Колумбією та Європейським Союзом.
Відносини з Європейським Союзом регулюються Лісабонським договором, який був прийнятий у 2009 році. Європейський Союз також продемонстрував велику відданість мирній угоді з FARC, при цьому Норвегія була однією з країн-гарантів угоди і надала великі пожертви, щоб гарантувати дотримання угоди.

## Міграція
Колумбія відома у всьому світі своїм феноменом еміграції, а держави Європейського Союзу були одними з основних реципієнтів цієї міграції. В Іспанії підрахували, що в 2016 році було 394 038 колумбійців і у Франції проживали від 60 до 70 00 колумбійців у 2007 році, більшість із них на нелегальному положенні.
Відповідно до Угоди між Європейським Союзом і Колумбією, колумбійцям дозволено подорожувати Європою не більше ніж на 90 днів, а з туристичною метою — без візи. Це призвело до стрімкого зростання колумбійського туризму на території Європи.

## Економічні відносини
Торговельні відносини є частиною торговельної угоди між Колумбією та Перу, з одного боку, та Європейським Союзом та його державами-членами, з іншого боку. Торгова угода між Колумбією та Перу, з одного боку, та Європейським Союзом та його державами-членами, з іншого, була підписана в місті Брюссель, Бельгія, 26 червня 2012 року.
З боку Європейського Союзу, Європейський парламент схвалив угоду 11 грудня 2012 року, а потім повідомив про завершення внутрішніх процедур щодо тимчасового застосування угоди 27 лютого 2013 року.
З колумбійської сторони внутрішня процедура його схвалення в Конгресі Республіки розпочалася в листопаді 2012 року до 5 червня 2013 року і закінчилася з санкції президента Хуана Мануеля Сантоса через Закон 1669 від 16 липня 2013 року. Зі свого боку, постановою С-335/14 від 2014 року Конституційний Суд визнав угоду юридичною, вказуючи, що вона відповідає Політичній Конституції як за формальним аспектом, так і за матеріальним змістом.
Президент Республіки указом 1513 від 18 липня 2013 року тимчасово застосував Торговельну угоду та повідомив Європейський Союз про дотримання внутрішніх процедур, необхідних для цієї мети. Крім того, цим самим Указом було прийнято рішення про тимчасове застосування договору з 1 серпня 2013 року.
31 липня 2013 року згідно з Указом 1636 були реалізовані зобов'язання щодо доступу на ринок, отримані Колумбією згідно з Торговельною угодою.
5 листопада 2014 року національний уряд видав Указ 2247, в якому зазначено, що наша країна продовжуватиме безперервно застосовувати на умовах, викладених у Декреті 1513 від 2013 року, Торговельну угоду, підписану з Європейським Союзом та його державами-членами, після виконавши всі внутрішні вимоги, передбачені нашим законодавством для його затвердження. Для Колумбії та Перу угода набула чинності в 2013 році; та для Еквадору у 2017 році.

## ЄС у мирному процесі
Європейський Союз, бажаючи розширити свої точки впливу, наближаючись до країн з економічними та соціальними труднощами в районі Латинської Америки, оголосив мир і стабільність в Колумбії пріоритетом для всіх своїх держав-членів.